# Плакудер
Плакудер (болг. Плакудер) — село в Болгарии. Находится в Видинской области, входит в общину Видин. Население составляет 88 человек.

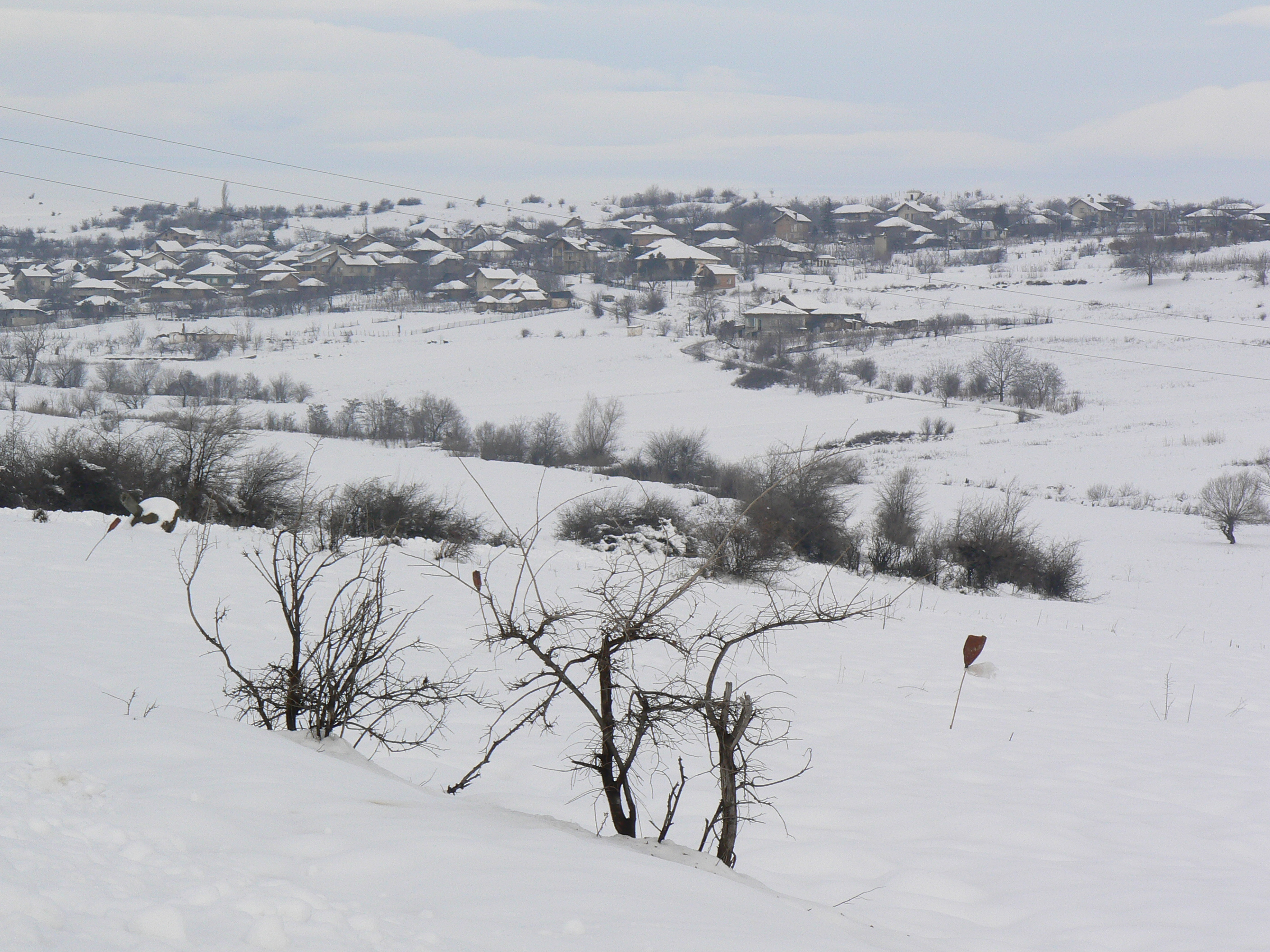

## Политическая ситуация
Плакудер подчиняется непосредственно общине и не имеет своего кмета.
Кмет (мэр) общины Видин — Румен Ангелов Видов (Граждане за европейское развитие Болгарии (ГЕРБ)) по результатам выборов в правление общины.